# Admiral (Danemark)
Pour les articles homonymes, voir Amiral et Admiral.
Admiral est un grade militaire utilisé par la Søværnet, la marine royale danoise. C'est le plus haut grade de cette marine, il est noté OF-9 selon les équivalences de l'OTAN.

## Histoire
Jusqu'en 1683, le plus haut gradé de la marine militaire était le rigsadmiral en français : « amiral du royaume » ; en dessous duquel se trouvait un rigsviceadmiral en français : « vice-amiral du royaume ». Après cela, la hiérarchie militaire de la marine était comme telle : general-admiral, general-admiralløjtnant, admiral, viceadmiral et schoutbynacht (kontreadmiral après 1771).